# فراشبند
فراشبند، یکی از شهرهای استان فارس است که در ۱۶۶ کیلومتری جنوب غربی شیراز واقع شده است. این شهر دارای قدمت ۱۶۰۰ ساله است و در باور عموم این شهر در زمان بهرام گور و در عهد وزارت مهرنرسه شکل گرفته است. البته با توجه به آثار تاریخی موجود در این منطقه ممکن است زمان شکل‌گیری این شهر به دوران اشکانیان هم برسد.
طبق سرشماری عمومی نفوس و مسکن سال ۱۳۹۵، این شهر ۲۰٬۳۲۰ نفر جمعیت داشته و همچنین شهرستان فراشبند ۴۵٬۴۵۹ نفر جمعیت داشته است.
شهر فراشبند از مناطق گرم و خشک، استان فارس است و میانگین دمای سالانه آن ۲۵ درجه است، با این وجود کشاورزی در این منطقه رونق دارد و مهم‌ترین محصول آن هم خرما است. دین مردم شهر فراشبند در دوران باستان زرتشتی بوده و این موضوع با وسیله وجود چهارطاقی های بسیار این منطقه ثابت می شود، و بعد از فتح ایران، دین مردم به اسلام و مذهب شیعه دوازده امامی تغییر کرد. زبان مردم منطقه به دو گونه فارسی (عمدتاً متمرکز در شهرها) و ترکی قشقایی (عمدتاً پراکنده در روستاها) است.
اقتصاد شهر با توجه به گسترش منابع گاز طبیعی در این مناطق و تأسیس پالایشگاه فراشبند پیشرفت زیادی کرده اما همچنان شغل اکثریت مردم شهر کشاورزی است.
معنی لغوی شهر فراشبند در لغت‌نامه دهخدا به معنای: «بنای کوچک گنبددار متعلق به عهد اشکانیان || نقاط اطراف بنای کوچک گنبددار» آمده است که نشان از چهارطاقی‌های زیاد این شهر می‌دهد.

## پیشینه
فراشبند شهری با قدمت ۱۶۰۰ ساله یا بیشتر است، و به دوران ساسانیان بازمی‌گردد، این شهر در آن دوره احتمالاً از توابع اردشیرخوره و شهر گور بوده است. وجود بقایای بیش از ۲۵ چهارطاقی به این شهر لقب پایتخت چهارطاقی‌های ایران را داده، از معروف‌ترین آنان آتشکده فراشبند و چهارطاقی نقاره‌خانه هستند، احتمالاً نقش این چهارطاقی‌ها در گذشته آتشکده و نیایشگاه بوده.
آتشکده فراشبند از آتشکده‌های معروف استان فارس است که معماری آن شبیه به آتشکده کازرون است، این آتشکده یکی از ۵ آتشکده ساخته شده توسط مهرنرسه در منطقه فراشبند و کازرون است.
از دیگر چهارطاقی‌های این منطقه می‌توان به چهارطاقی رهنی اشاره کرد، این چهارطاقی نیز احتمالاً به دست مهرنرسه ساخته شده است.
دین مردم این شهر در گذشته زرتشتی بوده، وجود چهارطاقی‌ها و آتشکده‌های بسیار در این منطقه نشان دهنده این موضوع می‌باشد. در هنگام فتح پارس به دست اعراب جنگ‌هایی میان سپاه اعراب و اهالی استخر و گور در منطقه فراشبند رخ داده که با شکست ایرانیان خاتمه یافته و فراشبند و مناطق اطراف فتح شدند.
با توجه به وجود مراتع وسیع در منطقه، در چند قرن اخیر عشایر و به ویژه عشایر قشقایی اکثراً از طوایف شش بلوکی، عمله و صفی خانی در این منطقه حضور قابل توجهی در فصول قشلاقی داشتند و در گذشته بخشی از ولایت قشقایی و زیر نظر خوانین قشقایی اداره می‌شده.

## جغرافیا
این شهر از شمال به شهر والاشهر در شهرستان کازرون، از شرق به شهرستان‌های فیروزآباد، قیروکارزین، خنج، از غرب به شهرستان‌های دشتی و دشتستان در استان بوشهر و از جنوب به شهرستان مهر متصل است. آب و هوای این شهر گرم و خشک است و همچنین این شهر دارای منابع گاز طبیعی است.

## مردم‌شناسی

### جمعیت
برپایهٔ سرشماری عمومی نفوس و مسکن سال ۱۳۹۵، این شهر ۲۰٬۳۲۰ نفر جمعیت داشته و همچنین شهرستان فراشبند ۴۵٬۴۵۹ نفر جمعیت داشته است.

### زبان
عمده جمعیت مردم فراشبند به زبان فارسی با گویش محلی فراشبندی صحبت می‌کنند، این گویش زیر مجموعه ای از گویش تاجیکی است و با گویش کازرونی شباهت زیادی دارد. با توجه به حضور عشایر قشقایی در فراشبند، زبان ترکی قشقایی نیز در این منطقه رایج است، گویش‌های کوهمره ای و دشتی هم ممکن است در روستاها و مناطق اطراف استفاده شود.

### اقوام
اکثر مردم این منطقه از قومیت‌های فارس و قشقایی تشکیل شدند، سالانه حدود ۲۵۰۰۰ عشایر قشقایی به مدت ۷ الی ۸ ماه در مراتع فراشبند حضور دارند، طوایف مختلفی مانند عمله، شش بلوکی، فارسیمدان، صفی خانی و تیره آردکپان و تیره قتلو از عشایر قشقایی این منطقه هستند، همچنین مابقی جمعیت شهر (اکثریت درون شهر) را فارس‌ها تشکیل می‌دهند.

## کشاورزی
کشاورزی فراشبند رونق بسیار دارد، هرچند که در سال‌های اخیر با کمبود آب و مشکلات ناشی از خشک سالی زمین‌های زیر کشت کاهش یافته است اما با این وجود هنوز یکی از شهرهای مهم در امر کشاورزی و تولیدات کشاورزی می‌باشد.
محصولات کشاورزی فراشبند: گندم، جو، کلزا، کنجد، صیفی‌جات، سبزی‌جات (انواع خیار، بادمجان، سبزی، سبزی خورشت، گوجه، کلم، کدو، فلفل دلمه)، محصولات باغی شامل: خرما، مرکبات شامل (لیمو، نارنج، پرتقال، لیمو شیرین).
در این شهرستان ۴ هزار هکتار نخلستان وجود دارد که سالیانه افزون بر ۳۲ هزار تن انواع خرما در فراشبند برداشت می‌شود و خرما این شهرستان علاوه بر ارسال به سایر استان‌ها، به کشورهای همسایه و اروپایی نیز صادر می‌شود.